# Intertoto-Cup 1992
Der 26. Intertoto-Cup wurde im Jahr 1992 ausgespielt. Das Turnier wurde mit 40 Mannschaften ausgerichtet.

## Gruppenphase

### Gruppe 1
| Pl. | Verein                  | Sp. | S | U | N | Tore    | Diff. | Punkte |
| --- | ----------------------- | --- | - | - | - | ------- | ----- | ------ |
| 1.  | FC Kopenhagen           | 6   | 4 | 1 | 1 | 014:800 | +6    | 09:30  |
| 2.  | SK Sigma MŽ Olomouc     | 6   | 2 | 2 | 2 | 009:800 | +1    | 06:60  |
| 3.  | FC Admira/Wacker        | 6   | 2 | 1 | 3 | 010:140 | −4    | 05:70  |
| 4.  | Grasshopper Club Zürich | 6   | 1 | 2 | 3 | 009:120 | −3    | 04:80  |

|                         | Danemark | Tschechoslowakei | Osterreich | Schweiz |
| ----------------------- | -------- | ---------------- | ---------- | ------- |
| FC Kopenhagen           |          | 1:3              | 5:3        | 2:1     |
| SK Sigma MŽ Olomouc     | 1:1      |                  | 3:1        | 1:1     |
| FC Admira/Wacker        | 0:2      | 1:0              |            | 3:2     |
| Grasshopper Club Zürich | 0:3      | 3:1              | 2:2        |         |

### Gruppe 2
| Pl. | Verein             | Sp. | S | U | N | Tore    | Diff. | Punkte |
| --- | ------------------ | --- | - | - | - | ------- | ----- | ------ |
| 1.  | Siófoki Bányász SE | 6   | 3 | 2 | 1 | 009:600 | +3    | 08:40  |
| 2.  | Sparta Prag        | 6   | 3 | 2 | 1 | 009:700 | +2    | 08:40  |
| 3.  | SK Vorwärts Steyr  | 6   | 2 | 1 | 3 | 008:100 | −2    | 05:70  |
| 4.  | Lausanne-Sports    | 6   | 1 | 1 | 4 | 004:700 | −3    | 03:90  |

|                    | Ungarn | Tschechoslowakei | Osterreich | Schweiz |
| ------------------ | ------ | ---------------- | ---------- | ------- |
| Siófoki Bányász SE |        | 1:1              | 2:2        | 1:0     |
| Sparta Prag        | 2:1    |                  | 3:1        | 2:1     |
| SK Vorwärts Steyr  | 1:3    | 2:0              |            | 2:1     |
| Lausanne-Sports    | 0:1    | 1:1              | 1:0        |         |

### Gruppe 3
| Pl. | Verein             | Sp. | S | U | N | Tore    | Diff. | Punkte |
| --- | ------------------ | --- | - | - | - | ------- | ----- | ------ |
| 1.  | Bayer 05 Uerdingen | 6   | 5 | 0 | 1 | 008:400 | +4    | 10:20  |
| 2.  | BK Häcken          | 6   | 2 | 2 | 2 | 012:800 | +4    | 06:60  |
| 3.  | FC St. Gallen      | 6   | 1 | 2 | 3 | 008:100 | −2    | 04:80  |
| 4.  | FC Stahl Linz      | 6   | 1 | 2 | 3 | 007:130 | −6    | 04:80  |

|                    | Deutschland | Schweden | Schweiz | Osterreich |
| ------------------ | ----------- | -------- | ------- | ---------- |
| Bayer 05 Uerdingen |             | 1:0      | 1:0     | 2:0        |
| BK Häcken          | 1:2         |          | 3:0     | 0:0        |
| FC St. Gallen      | 0:1         | 3:3      |         | 2:2        |
| FC Stahl Linz      | 3:1         | 2:5      | 0:3     |            |

### Gruppe 4
| Pl. | Verein              | Sp. | S | U | N | Tore    | Diff. | Punkte |
| --- | ------------------- | --- | - | - | - | ------- | ----- | ------ |
| 1.  | Karlsruher SC       | 6   | 2 | 3 | 1 | 012:900 | +3    | 07:50  |
| 2.  | BSC Young Boys      | 6   | 2 | 2 | 2 | 013:120 | +1    | 06:60  |
| 3.  | Halmstads BK        | 6   | 3 | 0 | 3 | 011:130 | −2    | 06:60  |
| 4.  | SV Austria Salzburg | 6   | 2 | 1 | 3 | 012:140 | −2    | 05:70  |

|                     | Deutschland | Schweiz | Schweden | Osterreich |
| ------------------- | ----------- | ------- | -------- | ---------- |
| Karlsruher SC       |             | 2:2     | 4:1      | 4:2        |
| BSC Young Boys      | 2:2         |         | 3:1      | 3:1        |
| Halmstads BK        | 2:0         | 2:1     |          | 4:3        |
| SV Austria Salzburg | 0:0         | 4:2     | 2:1      |            |

### Gruppe 5
| Pl. | Verein          | Sp. | S | U | N | Tore    | Diff. | Punkte |
| --- | --------------- | --- | - | - | - | ------- | ----- | ------ |
| 1.  | SK Rapid Wien   | 6   | 3 | 1 | 2 | 013:100 | +3    | 07:50  |
| 2.  | Helsingborgs IF | 6   | 2 | 3 | 1 | 011:130 | −2    | 07:50  |
| 3.  | Brøndby IF      | 6   | 2 | 1 | 3 | 014:140 | ±0    | 05:70  |
| 4.  | VfL Bochum      | 6   | 1 | 3 | 2 | 007:800 | −1    | 05:70  |

|                 | Osterreich | Schweden | Danemark | Deutschland |
| --------------- | ---------- | -------- | -------- | ----------- |
| SK Rapid Wien   |            | 1:1      | 3:1      | 1:0         |
| Helsingborgs IF | 2:1        |          | 4:3      | 1:1         |
| Brøndby IF      | 3:5        | 5:1      |          | 1:0         |
| VfL Bochum      | 3:2        | 2:2      | 1:1      |             |

### Gruppe 6
| Pl. | Verein        | Sp. | S | U | N | Tore    | Diff. | Punkte |
| --- | ------------- | --- | - | - | - | ------- | ----- | ------ |
| 1.  | Lyngby BK     | 6   | 4 | 1 | 1 | 010:500 | +5    | 09:30  |
| 2.  | SM Caen       | 6   | 2 | 2 | 2 | 006:500 | +1    | 06:60  |
| 3.  | FC Schalke 04 | 6   | 2 | 2 | 2 | 011:110 | ±0    | 06:60  |
| 4.  | RKC Waalwijk  | 6   | 1 | 1 | 4 | 006:120 | −6    | 03:90  |

|               | Danemark | Frankreich | Deutschland | Niederlande |
| ------------- | -------- | ---------- | ----------- | ----------- |
| Lyngby BK     |          | 2:1        | 3:1         | 2:0         |
| SM Caen       | 1:0      |            | 1:1         | 2:0         |
| FC Schalke 04 | 1:2      | 1:1        |             | 4:2         |
| RKC Waalwijk  | 1:1      | 1:0        | 2:3         |             |

### Gruppe 7
| Pl. | Verein               | Sp. | S | U | N | Tore    | Diff. | Punkte |
| --- | -------------------- | --- | - | - | - | ------- | ----- | ------ |
| 1.  | ŠK Slovan Bratislava | 6   | 4 | 1 | 1 | 018:110 | +7    | 09:30  |
| 2.  | Váci FC              | 6   | 4 | 0 | 2 | 013:100 | +3    | 08:40  |
| 3.  | Aarhus GF            | 6   | 1 | 3 | 2 | 006:700 | −1    | 05:70  |
| 4.  | Kiruna FF            | 6   | 0 | 2 | 4 | 008:170 | −9    | 02:10  |

|                      | Tschechoslowakei | Ungarn | Danemark | Schweden |
| -------------------- | ---------------- | ------ | -------- | -------- |
| ŠK Slovan Bratislava |                  | 5:1    | 2:2      | 5:2      |
| Váci FC              | 2:3              |        | 2:0      | 5:2      |
| Aarhus GF            | 2:0              | 0:1    |          | 1:1      |
| Kiruna FF            | 2:3              | 0:2    | 1:1      |          |

### Gruppe 8
| Pl. | Verein            | Sp. | S | U | N | Tore    | Diff. | Punkte |
| --- | ----------------- | --- | - | - | - | ------- | ----- | ------ |
| 1.  | Aalborg BK        | 6   | 4 | 2 | 0 | 011:200 | +9    | 10:20  |
| 2.  | Hammarby IF       | 6   | 2 | 1 | 3 | 008:100 | −2    | 05:70  |
| 3.  | SVV/Dordrecht’90  | 6   | 1 | 3 | 2 | 007:100 | −3    | 05:70  |
| 4.  | 1. FC Saarbrücken | 6   | 1 | 2 | 3 | 006:100 | −4    | 04:80  |

|                   | Danemark | Schweden | Niederlande | Deutschland |
| ----------------- | -------- | -------- | ----------- | ----------- |
| Aalborg BK        |          | 3:0      | 3:0         | 2:1         |
| Hammarby IF       | 0:0      |          | 3:2         | 3:0         |
| SVV/Dordrecht’90  | 1:1      | 2:1      |             | 1:1         |
| 1. FC Saarbrücken | 0:2      | 3:1      | 1:1         |             |

### Gruppe 9
| Pl. | Verein              | Sp. | S | U | N | Tore    | Diff. | Punkte |
| --- | ------------------- | --- | - | - | - | ------- | ----- | ------ |
| 1.  | Slavia Prag         | 6   | 5 | 1 | 0 | 016:400 | +12   | 11:10  |
| 2.  | Bayer 04 Leverkusen | 6   | 2 | 2 | 2 | 008:700 | +1    | 06:60  |
| 3.  | Hapoel Petach Tikwa | 6   | 1 | 3 | 2 | 007:110 | −4    | 05:70  |
| 4.  | Maccabi Netanja     | 6   | 0 | 2 | 4 | 004:130 | −9    | 02:10  |

|                     | Tschechoslowakei | Deutschland | Israel | Israel |
| ------------------- | ---------------- | ----------- | ------ | ------ |
| Slavia Prag         |                  | 0:0         | 3:0    | 3:1    |
| Bayer 04 Leverkusen | 1:3              |             | 1:1    | 3:0    |
| Hapoel Petach Tikwa | 1:3              | 3:2         |        | 2:2    |
| Maccabi Netanja     | 1:4              | 0:1         | 0:0    |        |

### Gruppe 10
| Pl. | Verein                | Sp. | S | U | N | Tore    | Diff. | Punkte |
| --- | --------------------- | --- | - | - | - | ------- | ----- | ------ |
| 1.  | Lok Gorna Orjachowiza | 6   | 3 | 2 | 1 | 006:600 | ±0    | 08:40  |
| 2.  | Lokomotive Sofia      | 6   | 2 | 2 | 2 | 008:700 | +1    | 06:60  |
| 3.  | FC Argeș Pitești      | 6   | 2 | 1 | 3 | 011:100 | +1    | 05:70  |
| 4.  | Rapid Bukarest        | 6   | 1 | 3 | 2 | 008:100 | −2    | 05:70  |

|                       | Bulgarien | Bulgarien | Rumänien | Rumänien |
| --------------------- | --------- | --------- | -------- | -------- |
| Lok Gorna Orjachowiza |           | 1:0       | 2:0      | 2:0      |
| Lokomotive Sofia      | 0:0       |           | 3:1      | 1:1      |
| FC Argeș Pitești      | 5:0       | 1:2       |          | 3:3      |
| Rapid Bukarest        | 1:1       | 3:2       | 0:1      |          |

## Intertoto-Cup Sieger 1992
- FC Kopenhagen
- Siófoki Bányász SE
- Bayer 05 Uerdingen
- Karlsruher SC
- SK Rapid Wien
- Lyngby BK
- ŠK Slovan Bratislava
- Aalborg BK
- Slavia Prag
- Lok Gorna Orjachowiza